# Efekt Wertera
Efekt Wertera (inaczej samobójstwo naśladowcze) – znaczący wzrost prób samobójstw spowodowany nagłośnieniem w mediach informacji o samobójstwie znanej osoby.
Informacje o samobójstwach oraz ich opisy zamieszczane w mediach mogą spowodować naśladownictwo. Dotyczy to także małych społeczności (np. szkół) i rodzin (samobójstwo w rodzinie zwiększa prawdopodobieństwo tego, że kolejna osoba popełni samobójstwo).
Nazwa pochodzi od tytułowego bohatera powieści Johanna Wolfganga von Goethego Cierpienia młodego Wertera.
Efekt Wertera związany jest z konformizmem informacyjnym.